# Rudolf Jacob Camerarius

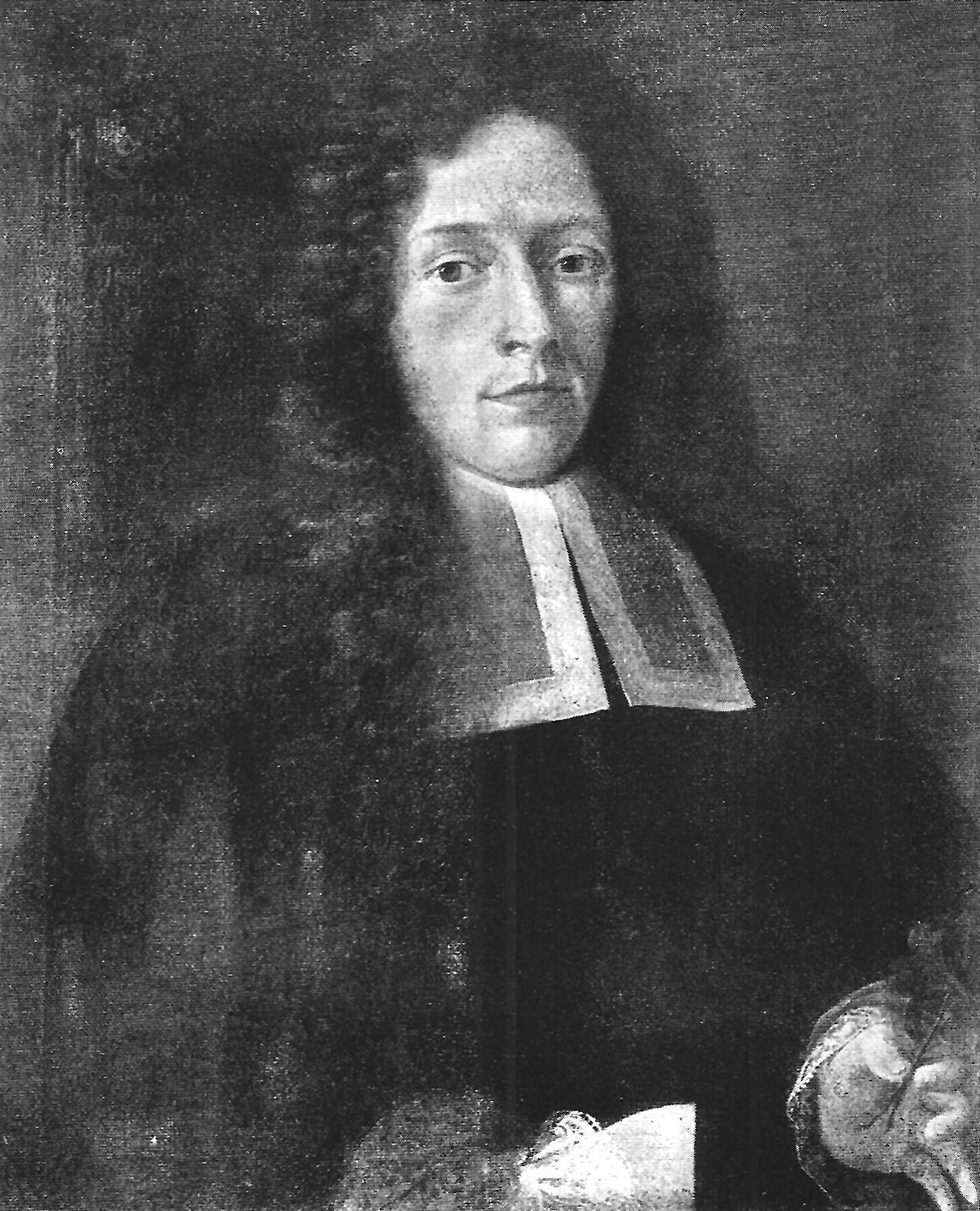
Bildnis des Rudolf Jacob Camerarius auf einem Ölgemälde von Johann Georg Dramburg aus dem Bestand der Tübinger Professorengalerie

Rudolf Jacob Camerarius, auch Camerer (* 12. Februar 1665 in Tübingen; † 11. September 1721 ebenda) war ein deutscher Botaniker und Mediziner.

## Leben
Seine Eltern waren der Mediziner Elias Rudolf Camerarius und Regina Barbara (1643–1697). Sein Bruder Elias Camerarius war ebenfalls Medizinprofessor in Tübingen (und Geologe und Paläontologe).
Camerarius studierte zunächst an der Universität Tübingen, wo er bei Georg Balthasar Metzger promoviert wurde. Schon in seiner Dissertation erkannte er die Bedeutung des Experiments in der Botanik. Danach unternahm er Studienreisen nach Holland, England und Frankreich, wo er unter anderem Denis Papin und Robert Boyle kennenlernte. 1688 wurde er als Nachfolger seines Lehrers Metzger Direktor des Botanischen Gartens, 1689 als Professor für Physik (Naturlehre) und 1695 als Ordentlicher Professor für Medizin an der Universität Tübingen berufen.
Camerarius machte Kreuzungsversuche mit Pflanzen und bewies 1694 erstmals die bisexuelle Vermehrung dieser Organismengruppen. Er begründete damit die sog. Sexualtheorie. Er erkannte vielfach als Erster die verschiedenen Geschlechtsteile von Pflanzen bei Diözie. Carl von Linné würdigte, dass er die Blüte zur Systematik von Pflanzen heranzog. Seine Befruchtungslehre war lange vergessen, vor allem da er keiner orthodoxen Lehrmeinung anhing und auch Fehler in seinen Experimenten zugab, ohne dafür Erklärungen anzugeben.
1689 heiratete er Christina Magdalena Crafft (1670–1727), die Tochter des Theologen Johannes Crafft (1618–1695), der nach der Übernahme des Klosters Alpirsbach durch das Herzogtum Württemberg als Prälat die Rechtsnachfolge des katholischen Abtes übernommen hatte. Der Mediziner Alexander Camerarius war sein Sohn.
Am 20. Februar 1688 (Matrikel-Nr. 157) wurde Camerarius mit dem Beinamen Hector II. in die Leopoldina aufgenommen.

## Schriften

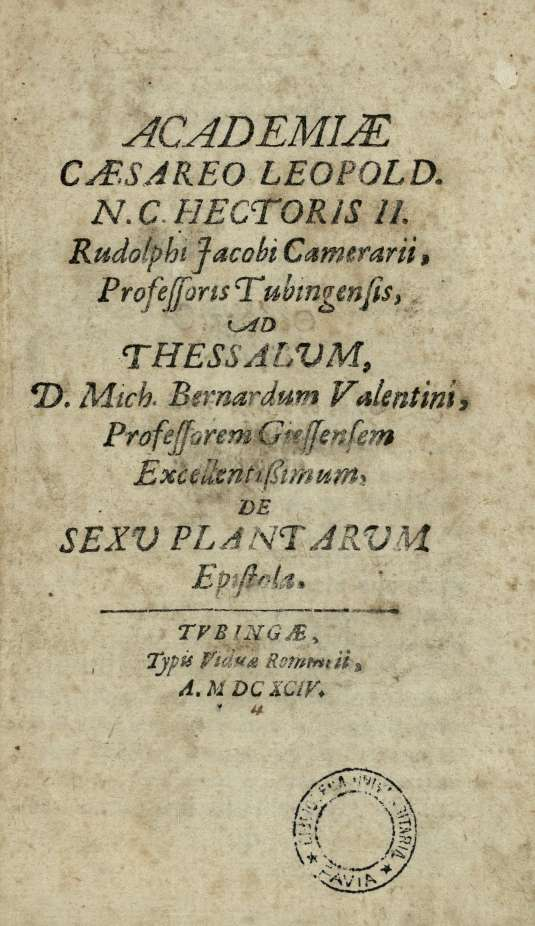
De sexu plantarum, 1694

- De plantis vernis. Martin Rommey, Tübingen 1688 (Latein, beic.it).
- De sexu plantarum. Martin Rommey, Tübingen 1694 (Latein, beic.it). Ueber das Geschlecht der Pflanzen, Ostwalds Klassiker der exakten Wissenschaften 105, Leipzig 1899.